# Damen med grisen
Damen med grisen, eller Pornokratès, är en gouachemålning och akvarell av Félicien Rops från 1878.

## Målningen
Damen med grisen är Félicien Rops mest kända målning. Han skapade den i Paris när han var 45 år gammal och bodde tillsammans med systrarna Léontine och Aurélie Duluc, vilka bägge var hans älskarinnor och med vilka bägge han fick barn. Titeln Pornokratès kan översättas med "Härskarinnan över kärleken utanför äktenskapet". Enligt brev från Félicien Rops skapade han målningen "i en alltför uppvärmd våning, fylld av olika lukter, där röllekor och cyklamen gav mig en lätt feber som ledde till produktion eller till och med till reproduktion". Målningen avbildar en kvinna, som håller en gris i koppel. Kvinnan, som antas vara  en kurtisan, är nästan helt naken, men hon bär långa svarta silkeshandskar, en ögonbindel, en plymförsedd hatt, svarta skor och strumpor, samt ett band i guld och blått silke, acessoirer som mest framhäver hennes nakenhet. Över grisen, som har en gyllene svans, flyger tre bevingade putti omkring i vad som ser ut som chock och förskräckelse. Rops refererar till dem som "Tre kärlekshistorier - gamla kärlekshistorier - försvinner i tårar".

## Målningens innebörd
Det har gjorts flera tolkningar av målningen. Kvinnan kan ses som en kraftfull kvinna, som leder en gris, vilken kan betraktas som en bild av en man i ett djurlikt, underdånigt och okunnigt tillstånd och hållen i kontroll av kvinnan. Grisen med sin gyllene svans kan också ses som en allegori för lyx, eller till och med som ett djävulens djur, en symbol för kärlek utanför äktenskapet, som leder en förblindad kvinna. Det anses att verket visar Félicien Rops syn på sin tids kvinnor, nämligen som femme fatales, vilka är självsäkra, skoningslösa och förförande.

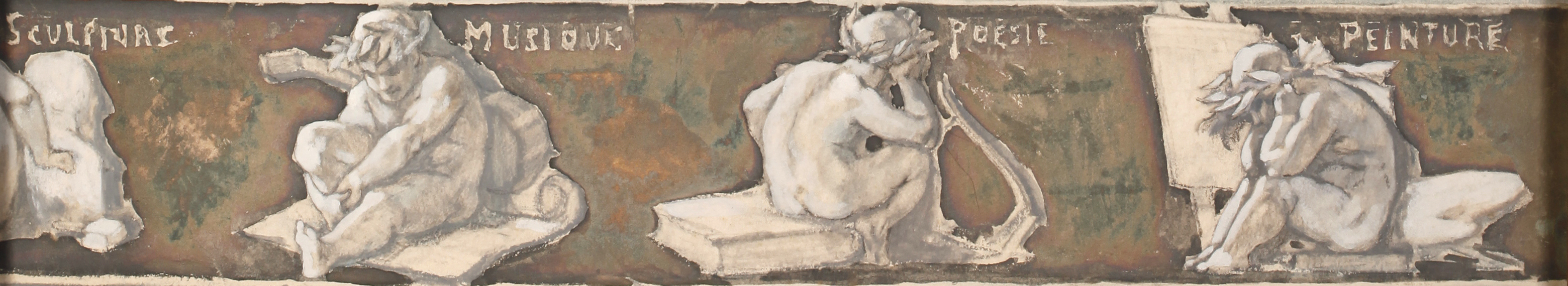
Frisen med bilder på konstarterna

Kvinnan och grisen promenerar ovanpå en scen av marmor, med en fris som har bilder av de fyra sköna konstarterna skulptur, musik, litteratur och målning. De sköna konsterna avbildas i gråa färgtoner, som klassiska mansfigurer med förskräckta utseenden. Detta kan tolkas som segern för den sensualism och erotisism i konsten som Rops och hans samtida i konströrelsen Dekadenterna skapade, i motsatsställning till den samtida akademiska konstens tristess.
Målningens titel Pornokratès kan också hänsyfta till "pornokratin", en period i påvedömets historia under första hälften av 900-talet, då många påvar var korrupta medlemmar av den högadliga Tuskulanernafamiljen. Pierre-Joseph Proudhon publicerade det antifeministiska verket La Pornocratie ou les femmes dans les temps modernes 1875, tre är före tillkomsten av Rops Damen med grisen.

## Proveniens
Den belgiska juristen och konstsamlaren Edmond Picard var en av konstverkets tidigaste ägare.
Damen med grisen finns som en gouache- och akvarellmålning, med pålägg av pastellfärg, på papper, i Musee provincial Félicien Rops i Namur i Belgien. Varianter av verket i form av etsningar, heliogravyrer och akvatinter (varav en del är kolorerade), finns i andra museers samlingar, bland andra på Los Angeles County Museum of Art (LACMA) i Los Angeles i USA, National Museum of Western Art i Tokyo i Japan och Rijksmuseum i Amsterdam i Nederländerna.

## Bildgalleri

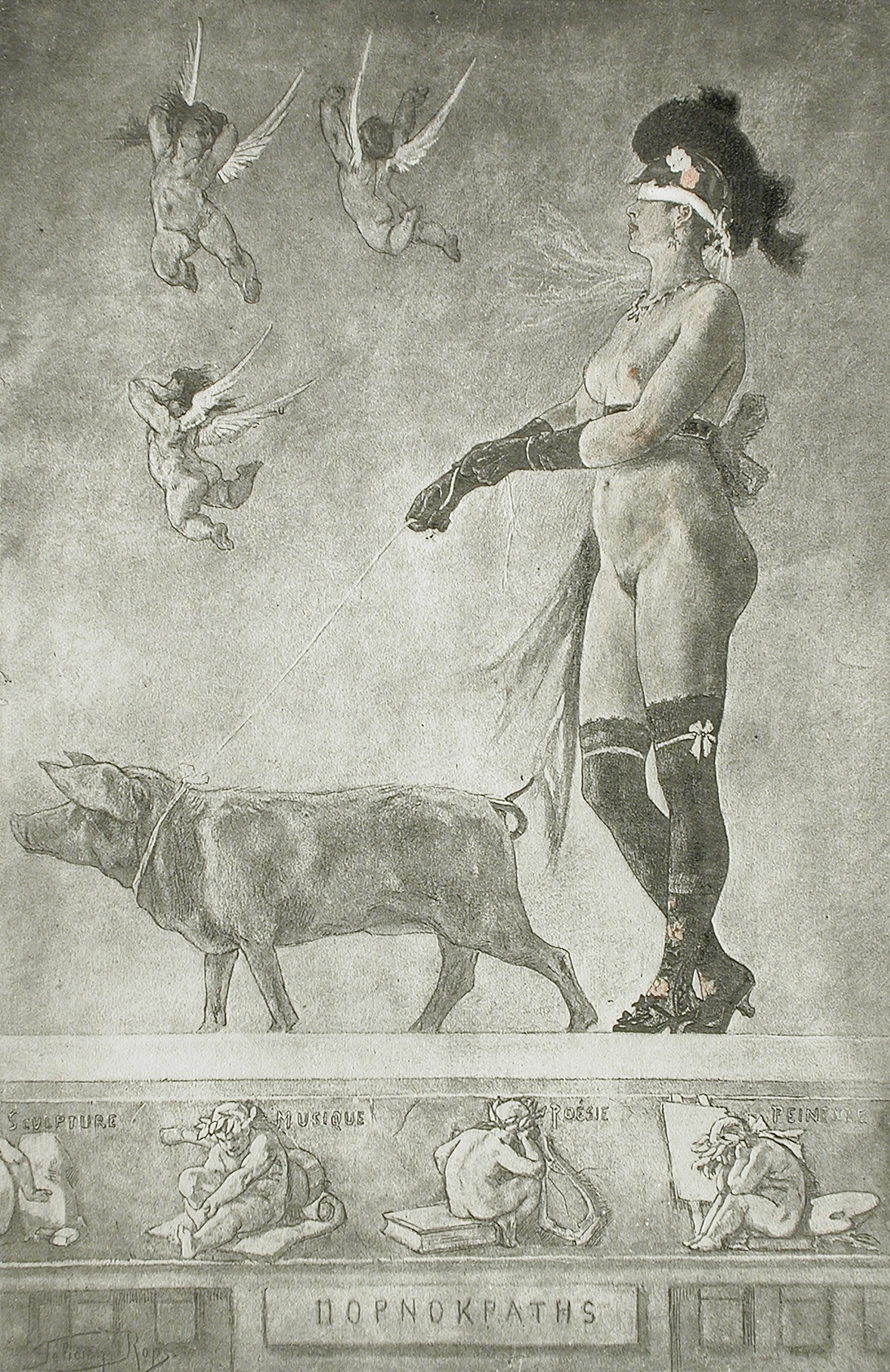
Etsning, på Los Angeles County Museum of Art, 1896
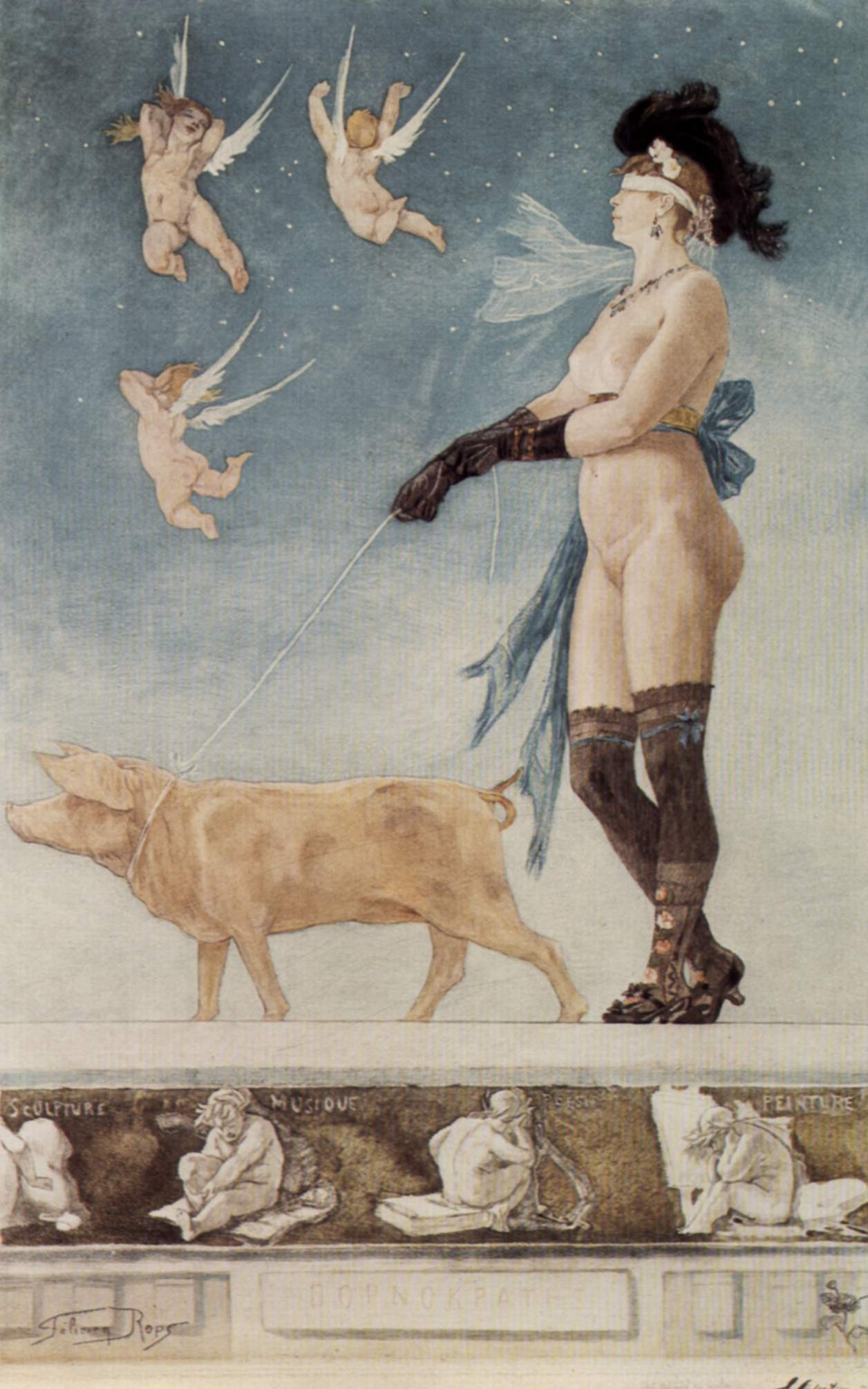
Etsning, med vattenfärg
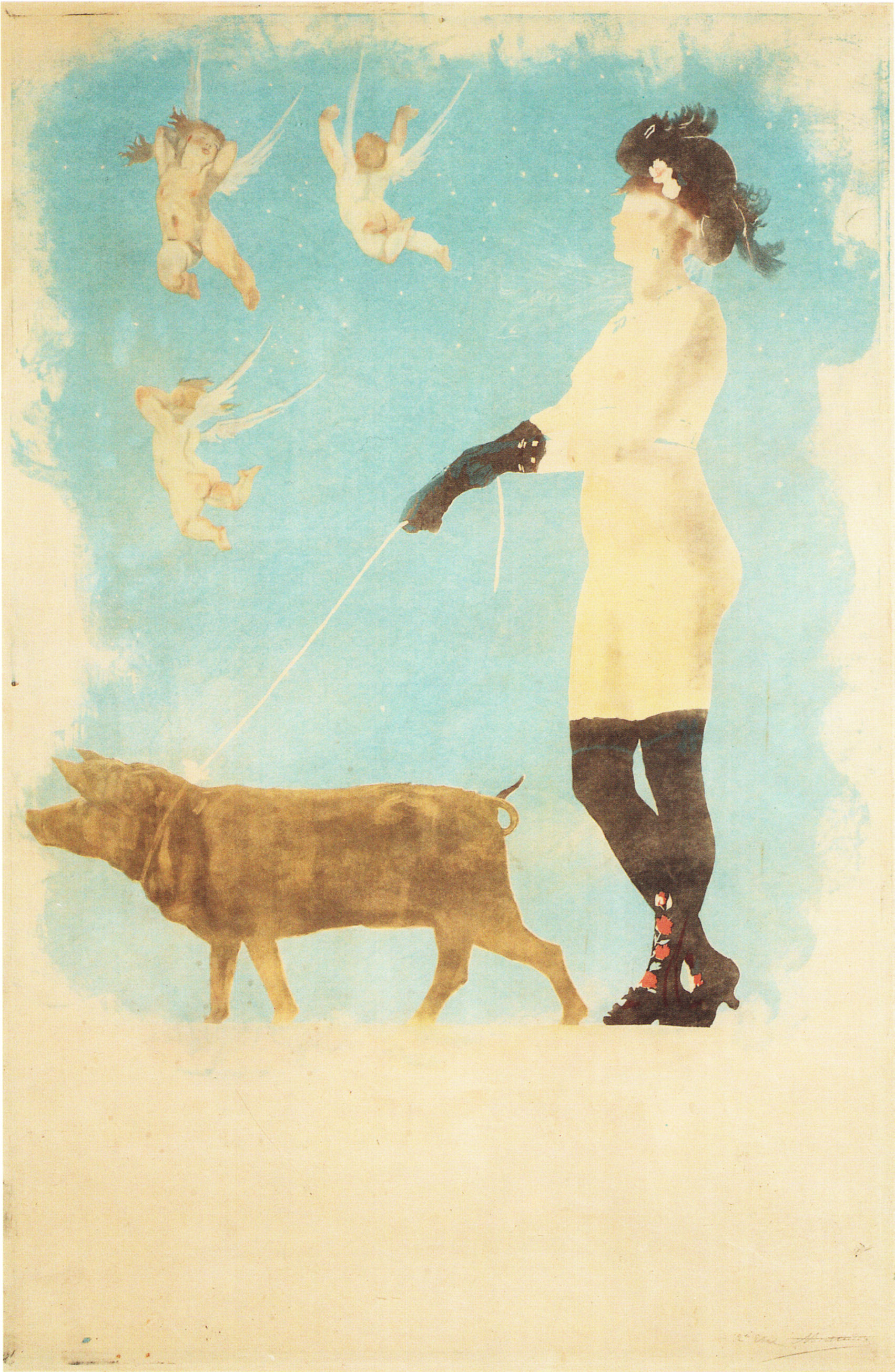
Heliogravyr, på Musée provincial Félicien Rops, 1898